# ГЕС Сілвон
ГЕС Сілвон (ісп. Silvón) – гідроелектростанція на північному заході Іспанії в регіоні Астурія. Розташована між ГЕС Саліме (вище по течії) та ГЕС Арбон, входить до каскаду Гес на річці Навія, що дренує північний схил Кантабрійських гір та впадає у Біскайську затоку.
В 1934 році річку перекрили греблею, від якої живилась розташована за 300 метрів нижче по течії ГЕС Doiras (43,2 МВт). В 1950-х греблю вирішили використати для більш потужної гідроенергетичної схеми, для чого наростили на 3,6 метра. Наразі ця арково-гравітаційна споруда, яка потребувала 231 тис м3 матеріалу, має висоту висотою 89 метрів та довжину 165 метрів. Вона утримує водосховище із площею поверхні 3,5 км2 та об’ємом 115 млн м3.
Машинний зал нової ГЕС Сілвон, два гідроагрегати якої потужністю по 31,5 МВт стали до ладу в 1959 та 1964 роках, розташували біля підніжжя греблі.
Видача продукції відбувається по ЛЕП, що працює під напругою 132 кВ.